# 소콜로프구

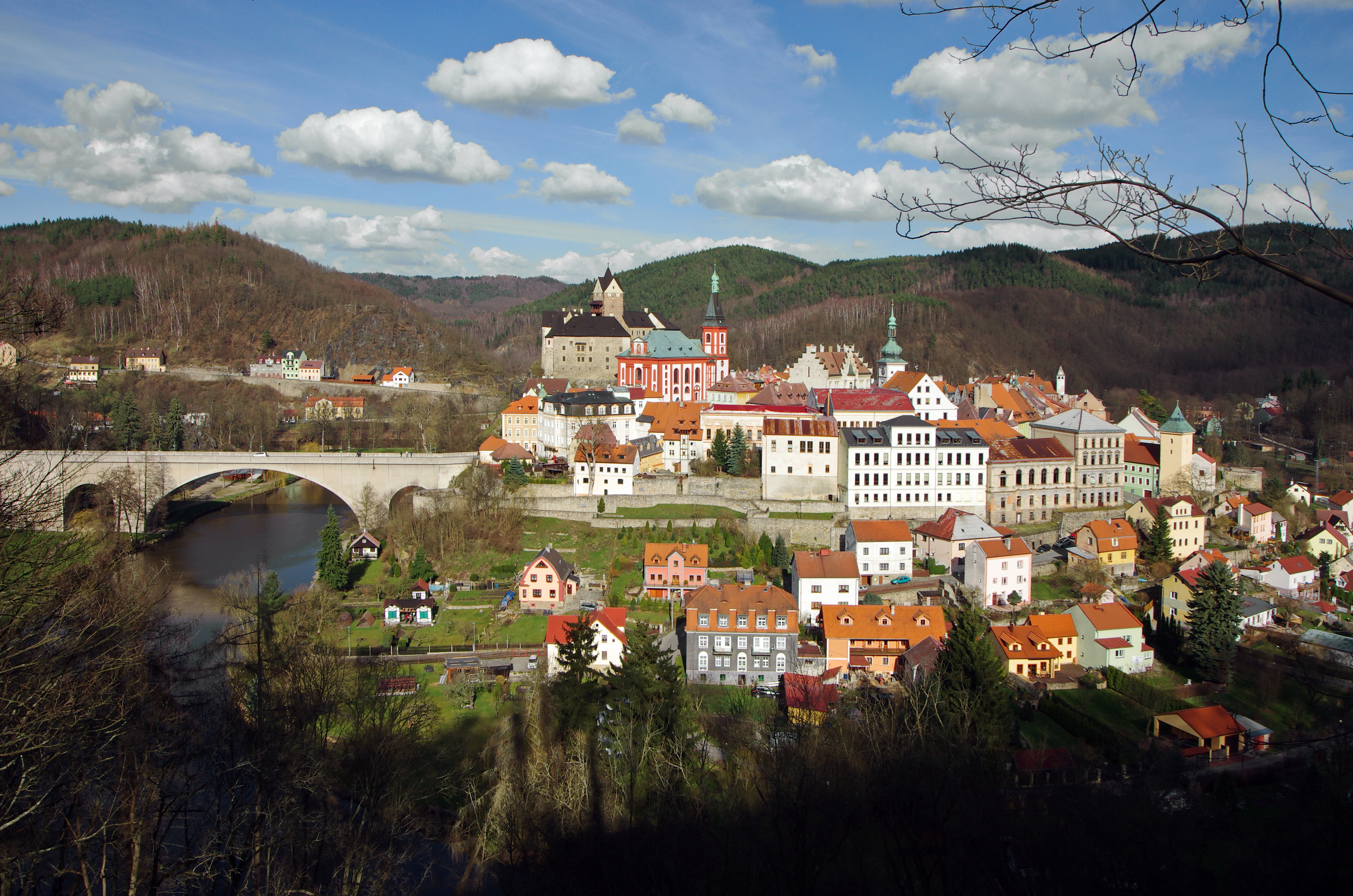
소콜로프구에 위치한 로케트 시가지

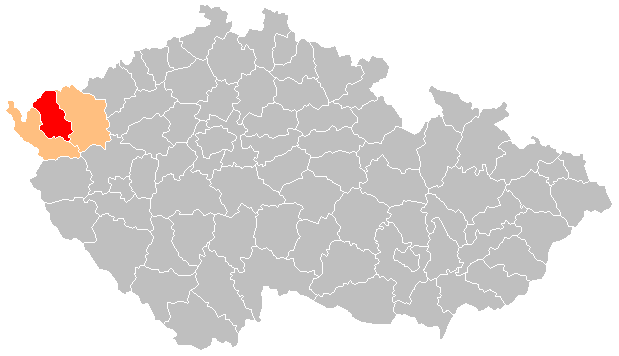
소콜로프구의 위치

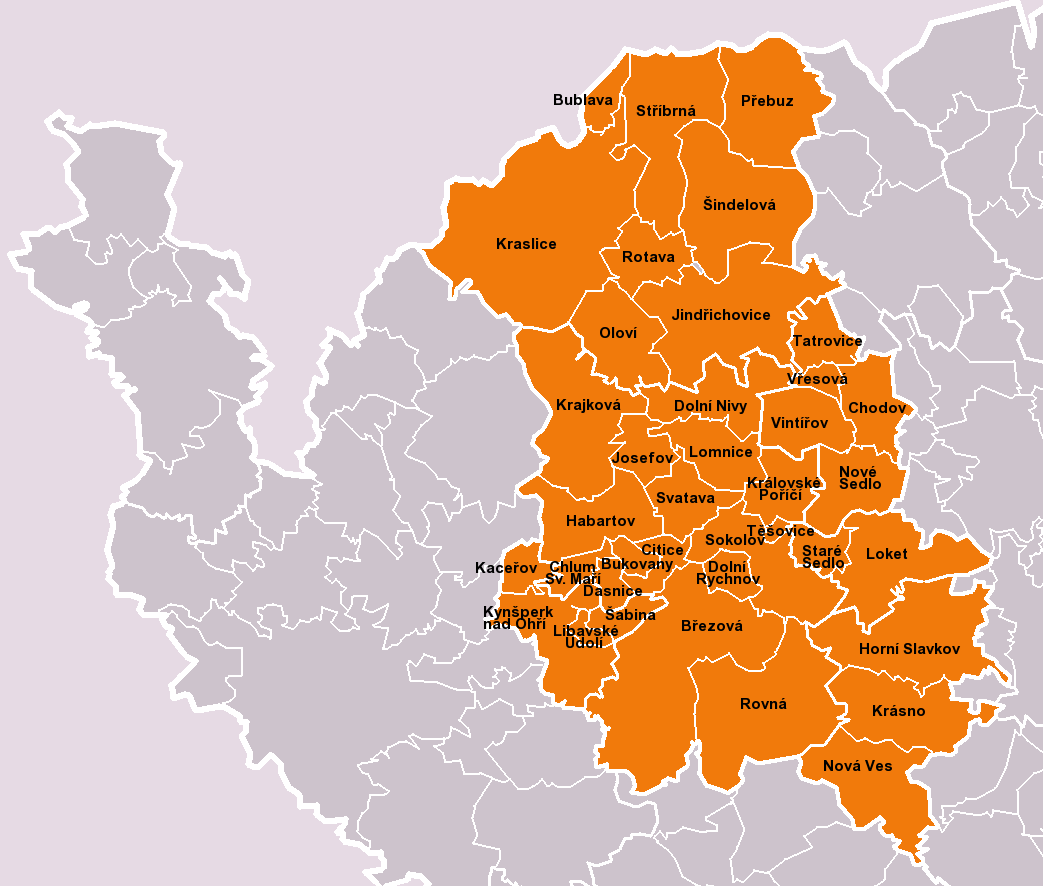
소콜로프구가 관할하는 지방 자치체

소콜로프구(체코어: Okres Sokolov)는 체코 카를로비바리주를 구성하는 3개 구 가운데 하나로 행정 중심지는 소콜로프이며 면적은 753.6km2, 인구는 88,342명(2019년 1월 1일 기준), 인구 밀도는 120명/km2이다.
카를로비바리주 중부에 위치하며 38개 지방 자치체(14개 시, 24개 마을)를 관할한다. 카를로비바리주 헤프구, 카를로비바리구와 접하고 있고 북서쪽으로는 독일과 국경을 접한다.